# Edgemont
Edgemont è una serie televisiva canadese andata in onda sulla CBC dal 4 gennaio 2000 al 21 luglio 2004.
In Italia è andata in onda su All Music dal 2007 al 2009.
La serie narra le vicende di un gruppo di adolescenti di Edgemont, una località a Vancouver, in Canada.

## Cast
- Dominic Zamprogna – Mark Deosdade
- Sarah Lind - Jennifer MacMahon
- Kristin Kreuk - Laurel Yeung
- P.J. Prinsloo - Chris Laidlaw
- Grace Park - Shannon Ng
- Richard Kahan - Gil Kurvers
- Vanessa King - Anika Nedeau
- Elana Nep - Erin Woodbridge
- Micah Gardener - Craig Woodbridge
- Meghan Black - Kat Deosdade
- Daniella Evangelista - Tracey Antonelli
- Jessica Lucas - Bekka Lawrence
- Chas Harrison - Kevin Michelsen
- Chiara Zanni - Maggie Buckman
- Myles Ferguson - Scott Linton
- Britt Irvin - Paige Leckie
- Sarah Edmondson - Stevie

## Episodi

### Prima stagione
- Stati Uniti: CBC: 2000
- Italia: All Music: 14 febbraio 2007 - 28 marzo 2007

1. Danni collaterali (Collateral Damage)
2. Niente paura (No Warries)
3. Il margine (One The Edge)
4. Semplicemente amici (Just Friends)
5. A scherzare col fuoco (Deal With the Devil)
6. Scelte difficili (Lover's Leap)
7. Una confessione difficile (The Liar's Club)
8. La verità paga (Truth or Consequences)
9. Il risultato delle bugie (The Frog Prince)
10. Rivelazioni (Revelations)
11. Quel che un falso cuore sa (What the False Heart Knows)
12. Una canzone per te (This Song's for You)
13. Nuovi inizi (New Beginnings)

### Seconda stagione
- Stati Uniti: CBC - 2000
- Italia: All Music - 28 marzo 2007 - 9 maggio 2007

1. Gioco delle coppie (Matchmaker, Matchmaker)
2. Lotta dura - Contro la censura! (The Web)
3. La vendetta (Brothers and Sisters)
4. Intrighi (Secrets and Lies)
5. Benzina sul fuoco (Salt in the Wound)
6. Vuoi ballare? (Shall We Dance?)
7. Lottare o partire (Fight or Flight)
8. Fuori controllo (Out of Control)
9. Fumo negli occhi (Smoke and Mirrors)
10. Sul filo del rasoio (Razor's Edge)
11. Strategie elettorali (Dead Men Walking)
12. Versi maligni (Push Comes to Shove)
13. Ultime novità (Freefall)

### Terza stagione
- Stati Uniti: CBC - 2001
- Italia: All Music - 23 ottobre 2007 - 8 novembre 2007

1. Sogni a occhi aperti (Dream On)
2. Buon compleanno (The Birthday Boy)
3. La lista di Gil (Kurver's List)
4. Vincitori e vinti (Winners and Losers)
5. Il compito rubato (The Paper Chase)
6. Confessioni (Show and Tell)
7. La quadratura del cerchio (Squaring The Circle)
8. Addio mondo crudele (Goodbye cruel World)
9. Un fantastico venerdì sera (Friday Night's All Right)
10. Carte in tavola (Showdown)
11. L'ammiratore segreto (This One's For You)
12. Se con me, sì o no? (Are You With Me Or Not?)
13. Un brutto risveglio (The Cold Light of Dawn)

### Quarta stagione
- Stati Uniti: CBC - 2002
- Italia: All Music - 9 novembre 2007 - 23 novembre 2007 / 11 febbraio 2008 - 19 febbraio 2008

1. Ritorno a Edgemont (The Homecoming)
2. Voltare pagina (Moving on)
3. Lo pensi veramente? (Do You Mean What You Say?)
4. La difficoltà di essere amici (You Gotta Have Friends)
5. La favola della città (Talk of the Town)
6. Due ragazzi e un bambino (Two Guys and a Baby)
7. Fai la cosa giusta! (A Simple Plan)
8. Di bene in peggio (Braving the Lions)
9. Il vestito (The Dress)
10. Pazzo d'amore (Fool For Love)
11. False speranze (Afterburn)
12. Sentimenti in gioco (True Colours)
13. L'artista (The Artist)
14. Di nuovo in piedi (Out and About)
15. L'appuntamento (The Date)
16. La ragazza della luna (The Girl on the Moon)
17. Di male in peggio (Walking Wounded)
18. Due minuti a mezzanotte (Two Minutes to Midnight)

### Quinta stagione
1. Ain't Nobody's Fault But Mine
2. Things Change
3. Coffee, Tea, or Me?
4. Get A Job
5. Never Play Poker With A Man Named Doc
6. Aptitudes
7. Can't Buy Me Love
8. That Old Black Magic
9. Come on Home To My Place
10. Lines In The Sand
11. Moving Day
12. The Morning After The Night Before (1)
13. The Morning After The Night Before (2)

## Accoglienza
Dopo il repentino successo in Canada, la serie è stata poi trasmessa sul canale televisivo per ragazzi Fox Family Channel (diventato poi ABC Family), negli Stati Uniti; è poi stata trasmessa anche in Francia, dove è diventata molto popolare ed ha battuto negli ascolti Friends.